# SG Essen
La SG Essen (el nombre completo: "Startgemeinschaft Essen") es una agrupación deportiva de natación localizada en la ciudad de Essen en Renania del Norte-Westfalia. Ella reúne 13 clubes deportivos o sus secciones de natación, respectivamente. Su equipo femenino nada en la Primera división alemana ("1. Bundesliga"), el equipo masculino en la Segunda división. A más, la asociación es bien conocida por sus especialistas en pruebas de braza como Mark Warnecke, Anne Poleska y Rebecca Horstmann.